# Gayming Magazine
Gayming Magazine est un site web britannique spécialisé dans le jeu vidéo, et plus particulièrement dans les problématiques LGBT dans le milieu du jeu vidéo. Premier magazine spécialisé dans ces thématiques, il est également l'organisateur en 2021 de la première cérémonie de récompense des jeux vidéo à thématiques LGBT.

## Historique
La publication de Gayming Magazine est annoncé lors de l'édition 2019 du London Games Festival (en). Robin Gray, son fondateur, justifie la création de ce magazine spécialisé, par la volonté de rapprocher les deux communautés. Le site est mis en ligne en juin de la même année.
Durant la pandémie de Covid-19, le site héberge des évènements virtuels regroupant des membres de la communauté LGBT, comme une marche des fiertés virtuelle, les autres ayant été annulée en raison de la pandémie.

## Gayming Awards
En 2020, Gayming Magazine annonce la tenue en 2021 des Gayming Awards, une cérémonie de récompense vidéoludique spécialisée dans les jeux vidéo et les personnalités liées au domaine LGBT.